# 25. Armee
La 25. Armee fu un'armata dell'esercito tedesco, attiva durante la seconda guerra mondiale che venne creata nell'aprile 1944 e schierata nei Paesi Bassi dove si arrese agli alleati nel maggio 1945.

## Storia
L'armata fu costituita nei Paesi Bassi il 10 novembre 1944. L'alto comando era formato dallo staff del comando della Wehrmacht nei Paesi Bassi e dal dipartimento dell'esercito Kleffel. L'armata era subordinata all'Heeresgruppe H e combatté lungo la Mosa, ad Arnhem fino al mare del nord e dal 7 aprile 1945 l'armata venne trasformata nell'Alto Comando dei Paesi Bassi (Oberbefehlshaber Niederlande), sotto il comando del Generaloberst Johannes Blaskowitz, per difendere la Fortezza Olanda (Festung Holland).

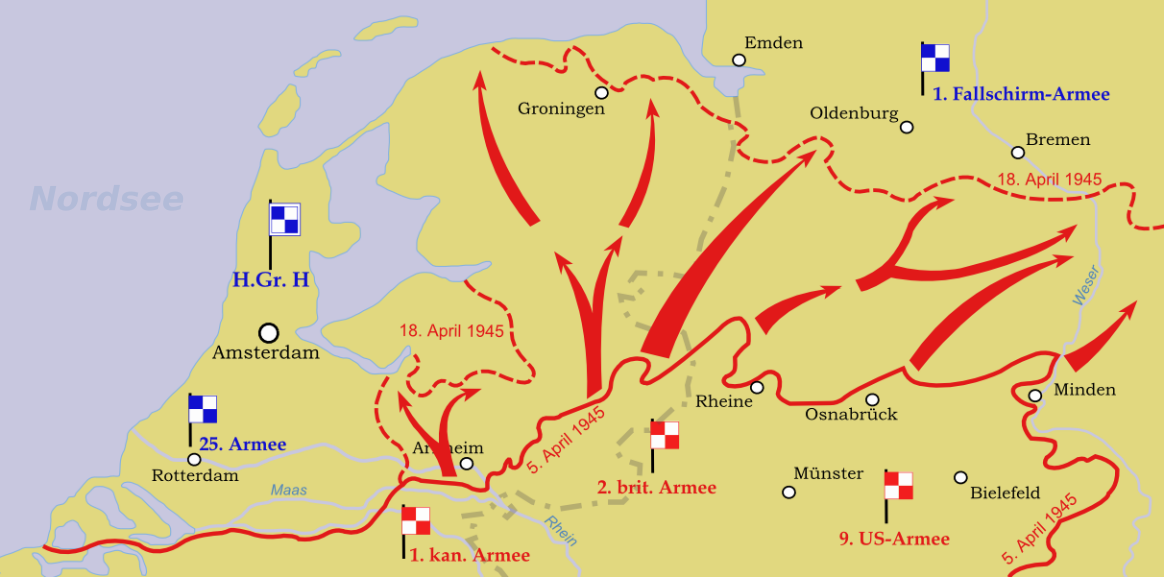
Mappa dell'avanzata inglese e canadese nei Paesi Bassi; la 25. Armee si trova a sinistra

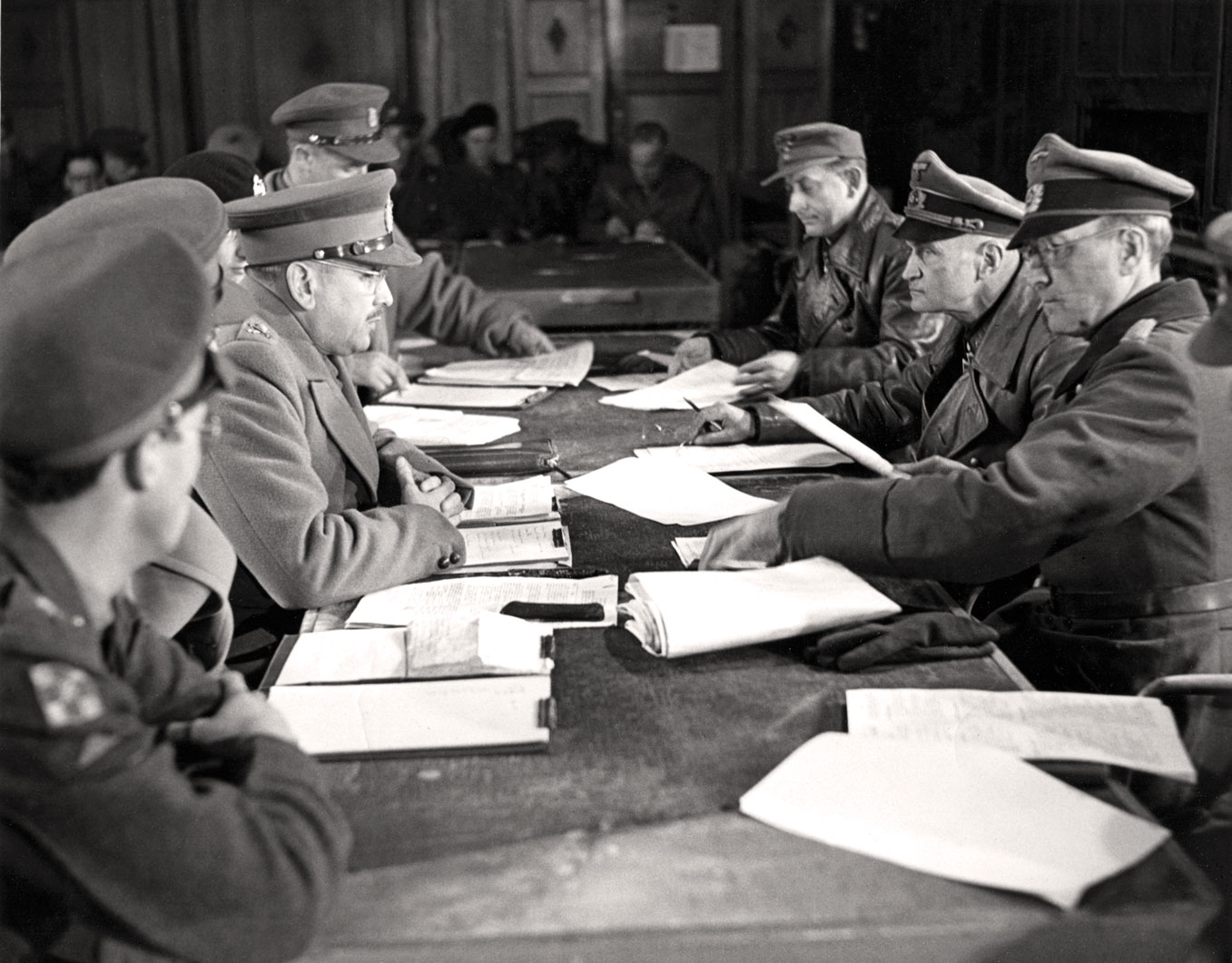
Johannes Blaskowitz, rappresentando lOberbefehlshaber Niederlande, si arrende al I Canadian Corps, il 5 maggio 1945

Il 4 maggio, a Wendisch Evern vicino a Lüneburg, con il comandante del 21st Army Group, Bernard Montgomery, fu concordata la convenzione di Luneburgo, ovvero la resa parziale della Wehrmacht, nella Germania nordoccidentale, la Danimarca e i Paesi Bassi, che entrò in vigore alle 7:00 del mattino successivo. Alla fine di maggio iniziò sotto la supervisione canadese il rimpatrio delle truppe tedesche dai Paesi Bassi nei campi di prigionia nella zona di occupazione britannica. Alcune unità, per lo più genieri, rimasero sotto la custodia olandese per essere utilizzate per lo sminamento.

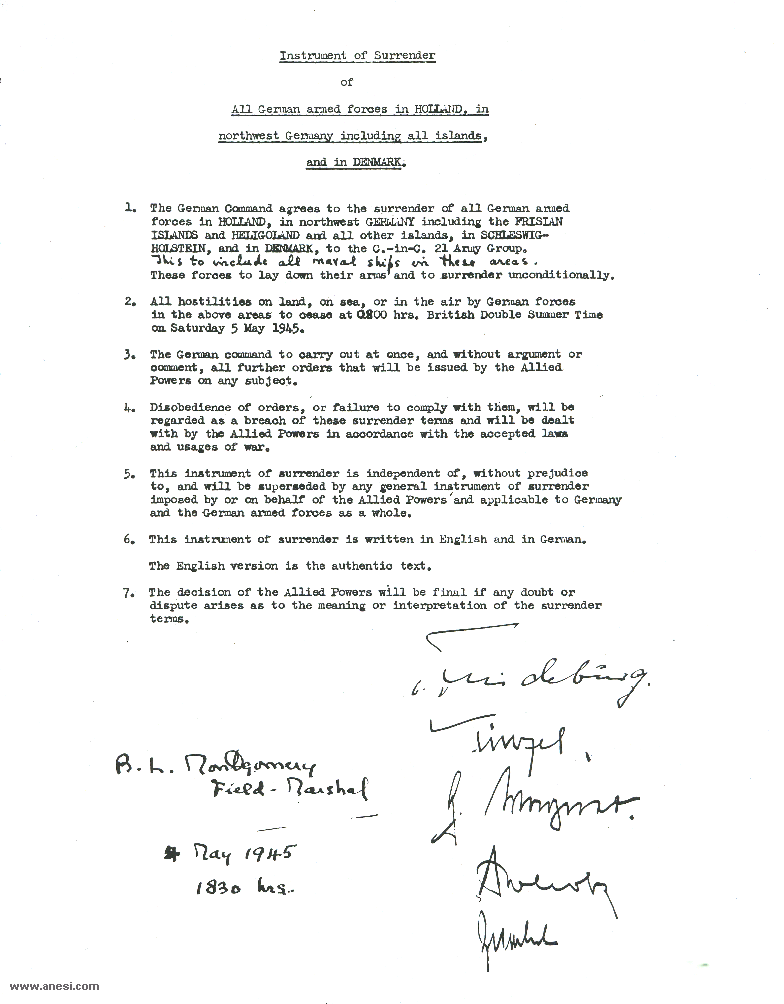
Resa delle truppe tedesche, nei Paesi Bassi al 21st Army Group, il 4 maggio 1945

## Ordine di battaglia
- LXXXVIII. Armeekorps

- XXX. Armeekorps[1]

## Comandanti
25. Armee
- General der Flieger Friedrich Christiansen (10 novembre 1944 - 29 gennaio 1945)
- General der Infanterie Günther Blumentritt (29 gennaio 1945 - 21 marzo 1945)
- Generaloberst Johannes Blaskowitz (21 marzo 1945 - 30 marzo 1945)
- General der Infanterie Philipp Kleffel (30 marzo 1945 - 7 aprile 1945)

Oberbefehlshaber Niederlande
- Generaloberst Johannes Blaskowitz (7 aprile 1945 - 6 maggio)